# Storia di un crimine: Il candidato
Storia di un crimine (Historia de un Crimen) è una serie televisiva messicana-colombiana che ha debuttato, in lingua originale, il 22 marzo 2019 in tutti i paesi in cui il servizio video on demand Netflix è disponibile. 
La serie si basa sull'evoluzione di crimini e delitti realmente accaduti in America Latina. La prima stagione è basata sull'assassinio nel 1994 del candidato presidente del Messico Luis Donaldo Colosio. La seconda stagione è stata distribuita il 3 maggio 2019 con il titolo Storia di un crimine: Colmenares, è ispirata alla vera storia del caso dello studente colombiano Luis Andrés Colmenares.
La terza stagione è stata pubblicata il 12 giugno 2020 dal titolo  Storia di un crimine: La ricerca, basata sulla storia vera della sparizione della bambina messicana Paulette Gebara Farah.
La serie è stata lanciata per commemorare il 25º anniversario dell'assassinio di Colosio nel quartiere Lomas Taurinas nella città di Tijuana. Il debutto della serie è avvenuto il 22 marzo del 2019, un giorno prima dell'anniversario dell'omicidio.

## Episodi
| Stagione         | Episodi | Pubblicazione originale | Pubblicazione Italia |
| ---------------- | ------- | ----------------------- | -------------------- |
| Prima stagione   | 8       | 2019                    | 2019                 |
| Seconda stagione | 8       | 2019                    | 2019                 |
| Terza stagione   | 6       | 2020                    | 2020                 |